# Карасунский округ
Карасунский внутригородской округ — один из четырёх внутригородских округов города Краснодара (муниципального образования город Краснодар) Краснодарского края России.

## География
Занимает восточную часть города Краснодара. Округу также подчинены территории Пашковского и Старокорсунского сельских округов вдоль побережья Краснодарского водохранилища. Граничит с Центральным и Прикубанским внутригородскими округами Краснодара, Динским районом Краснодарского края, а также по реке Кубань с Республикой Адыгея. На территории округа расположен международный аэропорт Краснодар (Пашковский) имени Екатерины II.

## История
- 10 апреля 1973 года в результате разделения (разукрупнения) Октябрьского района Краснодара был образован Советский район, занимавший большую часть территории нынешнего округа. В подчинение администрации района был передан также посёлок городского типа Пашковский.
- В марте 1994 года Советский район преобразован в Карасунский административный округ.
- С марта 2004 года — Карасунский внутригородской округ города Краснодара; посёлок городского типа Пашковский вошёл в черту города Краснодара как его микрорайон.

## Население
| 2002     | 2010     | 2014     | 2015     | 2016     | 2017     | 2018     |
| -------- | -------- | -------- | -------- | -------- | -------- | -------- |
| 173 025  | ↗243 886 | ↗252 219 | ↗254 945 | ↗258 530 | ↗264 050 | ↗268 445 |
| 2019     | 2020     | 2021     | 2023     |          |          |          |
| ↗275 036 | ↗278 240 | ↗346 988 | ↗354 313 |          |          |          |

Население округа в пределах города Краснодара, включая бывший посёлок Пашковский, по переписи населения 2010 года составляет 210 530 чел, по оценке на 2023 год — 313 456 чел. Общее население округа с учётом сельских округов — 243 886 чел, по оценке на 2023 год — 354 313 чел..
Округ многонационален. Зарегистрированы 4 национальные диаспоры. Самая крупная — армянская, которая насчитывает более 7 тысяч человек. Привлекли к себе внимание чисто национальными традициями езиды — 45 человек. Компактно проживают в хуторе им. Ленина.

## Состав округа
В состав округа входят микрорайоны Краснодара:
- Микрорайон Гидростроителей
- КСК
- Комсомольский (КМР) — микрорайон
- Пашковский — микрорайон (бывшая станица и бывший пгт)
- Жилой массив Приозёрный
- Новознаменский — жилой район (микрорайон)

Карасунcкому округу также подчинены 2 сельских округа, объединяющих 9 населённых пунктов:
 Пашковский сельский округ — 20 609 чел.
- посёлок Зеленопольский — 771 чел.;
- посёлок Знаменский — 6 242 чел.;
- посёлок Лорис (до 2011 — Зональный) — 3442 чел.;
- посёлок отделения № 4 совхоза «Пашковский» — 410 чел.;
- посёлок Пригородный (до 28 апреля 2014 года именовался «посёлок подсобного производственного хозяйства биофабрики»[17]) — 2 226 чел.;
- хутор Ленина — 7 395 чел.;

 Старокорсунский сельский округ — 12 747 чел.
- станица Старокорсунская — 12 238 чел.;
- посёлок Дорожный — 396 чел.;
- посёлок Разъезд — 113 чел.

| № | Населённый пункт                   | Тип населённого пункта | Население | Сельский округ  |
| - | ---------------------------------- | ---------------------- | --------- | --------------- |
| 1 | Дорожный                           | посёлок                | ↗396      | Старокорсунский |
| 2 | Зеленопольский                     | посёлок                | ↗771      | Пашковский      |
| 3 | Знаменский                         | посёлок                | ↗10 248   | Пашковский      |
| 4 | Ленина                             | хутор                  | ↗10 644   | Пашковский      |
| 5 | Лорис                              | посёлок                | ↘3442     | Пашковский      |
| 6 | отделения № 4 совхоза «Пашковский» | посёлок                | ↗410      | Пашковский      |
| 7 | Пригородный                        | посёлок                | ↗3302     | Пашковский      |
| 8 | Разъезд                            | посёлок                | ↗113      | Старокорсунский |
| 9 | Старокорсунская                    | станица                | ↘11 889   | Старокорсунский |

## Территориально-общественное самоуправление
В округе образована и действует система территориального общественного самоуправления (ТОС). Она включает в себя домовые и уличные комитеты, собрания по месту жительства и сходы граждан. В Карасунском округе работают 718 председателей ТОС, 52 председателя ТСЖ, 67 — ЖСК, 79 председателей квартальных комитетов и координирует работу в микрорайонах округа с общественностью 17 территориальных центров.

## Учреждения образования, культуры, медицины
В систему образования округа входят 17 высших и средне-специальных учебных заведений, 35 средних общеобразовательных школ и 45 детских образовательных дошкольных учреждений.
На территории округа расположены 29 медицинских учреждений.

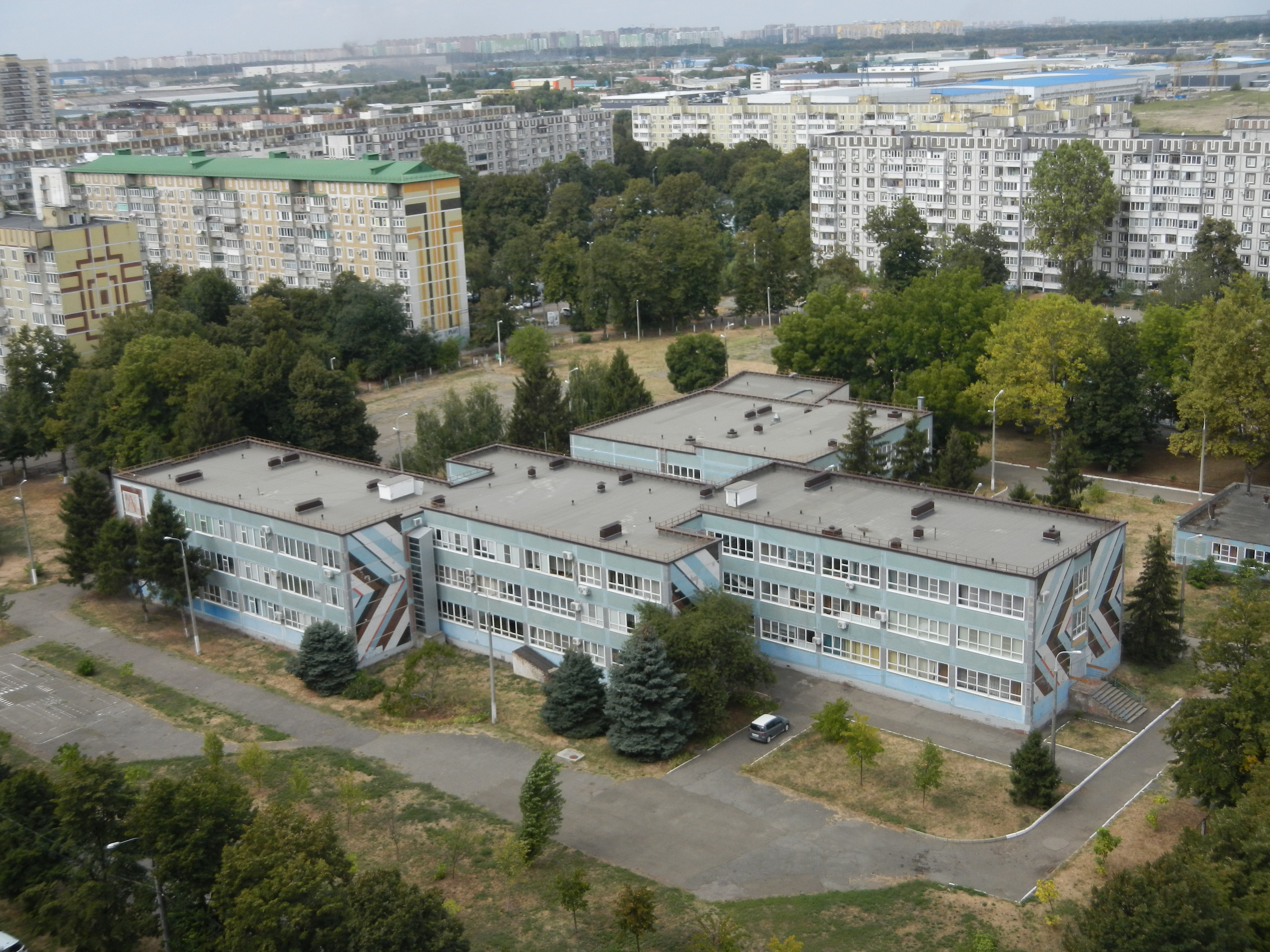
МАОУ СОШ № 83 имени Героя Советского Союза Евгении Жигуленко

## Рекреация
На территории округа расположены: парк "Солнечный остров", городской сад «Карасунский» и городской сад «Старая Кубань», скверы Молодежный, Крымский, Хуторской (расположен в хуторе Ленина), Пограничников, Комсомольский, имени Гатова, Зенитчиков, Казачьей Славы, Созвездий, Зеленый Берег, Субботний, Селезнёвский, Авиаторов, Студенческий, Университетский, «Старокубанский», сквер Старокорсунский, скверы Прохладный и Станичный, расположенный в ст. Старокорсунская. Существуют бульвары Николаевский, Симферопольский, Сормовский и Тюляевский.

## Экономика
В первом полугодии 2017 года сохранилась положительная динамика по большинству макро-экономических показателей социально-экономического развития Карасунского внутригородского округа города Краснодара. Оборот крупных и средних организаций округа составил 127,7 миллиарда рублей или 122,9 % к сопоставимому уровню 2016 года. Удельный вес предприятий округа в общегородском показателе "оборот организаций по «хозяйственным» видам деятельности составляет 27,1 %, что выше аналогичного периода прошлого года.
Доля промышленных предприятий Карасунского округа по показателю «объём отгруженных товаров собственного производства» составила 17,3 миллиарда рублей или 25,6 % от общегородского показателя. Весомый вклад в общие результаты промышленной деятельности внесли предприятия: ООО Завод «Электросевкавмонтажиндустрия», ОАО «АТЭК», ООО «Лукойл-Кубаньэнерго», международный аэропорт «Краснодар», ООО «Пашковский хлебозавод». Положительная динамика наблюдается на предприятиях, которые инвестировали средства в обновление оборудования и развитие производства. Это такие предприятия как ООО «Лукойл-Кубаньэнерго» и ООО «Пашковский хлебозавод».
Объем работ по виду деятельности «Строительство» по договорам строительного подряда составил 6,4 миллиарда рублей. Введено в эксплуатацию более 280,5 тысяч квадратных метров жилья, что в 1,8 раза превышает показатель прошлого года. Удельный вес предприятий округа в общегородском показателе составил 48,2 %.
Грузооборот предприятий составил 33,8 млн т-км, что значительно ниже аналогичного уровня прошлого года (на 43,1 %).
Вместе с тем, наблюдается чёткая тенденция перетекания занятого населения из производственных отраслей в сферу услуг. Потребительский рынок округа характеризуется ростом: оборот розничной торговли увеличился в действующих ценах на 8,2 % и составил 24,7 миллиарда рублей, оборот оптовой торговли — на 15,9 % (73 миллиарда рублей), оборот предприятий общественного питания — на 17,5 %.